# Брайхольц
Брайхольц (нем. Breiholz) — община в Германии, в земле Шлезвиг-Гольштейн. 
Входит в состав района Рендсбург-Экернфёрде. Подчиняется управлению Хонер Харде.  Население составляет 1402 человека (на 31 декабря 2010 года). Занимает площадь 18,49 км².